# Luboš Zákostelský
Luboš Zákostelský (* 25. září 1967) je bývalý fotbalista, útočník a fotbalový trenér. Po skončení aktivní kariéry působil jako trenér v FC Zenit Čáslav, FC Vysočina Jihlava a FK Sezimovo Ústí. Jeho synem je fotbalista Jan Zákostelský.

## Fotbalová kariéra
Jako mladík přišel do Slávie, kde se neprosadil. Hrál v rakouském Gmündu, do ligy se vrátil jako hráč Benešova. Přestoupil do Liberce, odkud byl uvolňován na různá hostování. Pomáhal do ligy postoupit Plzni, hrál i v činském Kuanli. V roce 2000 přestoupil do FK Chmel Blšany. V roce 2002 byl uvolněn a zakotvil v FC Zenit Čáslav, kde se stal trenérem týmu. Vysoký bijec na hrotu útoku s dobrou orientací v pokutovém území, dobrý hlavičkář. V lize odehrál 168 utkání a dal 26 gólů.

## Ligová bilance
| Ročník                                   | Zápasy | Góly | Klub              |
| ---------------------------------------- | ------ | ---- | ----------------- |
| 1. československá fotbalová liga 1988/89 | 1      | 0    | Slavia Praha      |
| 1. československá fotbalová liga 1989/90 | 9      | 1    | Slavia Praha      |
| 1. československá fotbalová liga 1990/91 | 4      | 1    | SK Slavia Praha   |
| 1. česká fotbalová liga 1994/95          | 14     | 0    | FK Švarc Benešov  |
| 1. česká fotbalová liga 1994/95          | 15     | 4    | FC Slovan Liberec |
| 1. česká fotbalová liga 1995/96          | 25     | 4    | FC Slovan Liberec |
| J. League 1996                           | 6      | 1    | Consadole Sapporo |
| 1. česká fotbalová liga 1996/97          | 14     | 3    | FC Slovan Liberec |
| Gambrinus liga 1997/98                   | 29     | 6    | FC Slovan Liberec |
| Gambrinus liga 1998/99                   | 21     | 2    | FC Slovan Liberec |
| Gambrinus liga 2000/01                   | 19     | 3    | FK Chmel Blšany   |
| Gambrinus liga 2001/02                   | 17     | 2    | FK Chmel Blšany   |
| CELKEM                                   | 168    | 26   |                   |